# Курчавые скалы

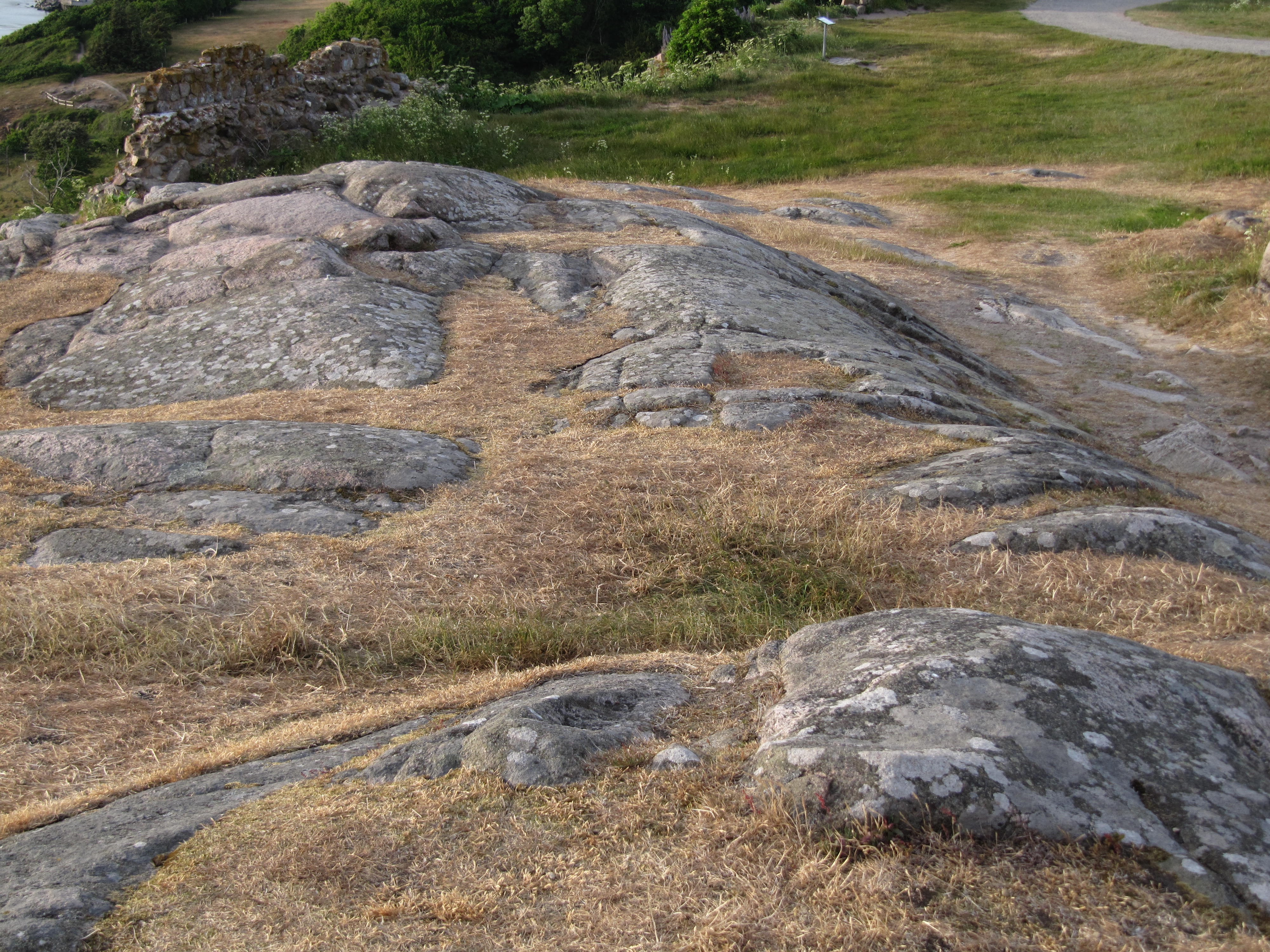
Курчавые скалы

Курча́вые ска́лы — комплекс скалистых выступов из крепких горных пород, округлённых и отшлифованных движущимися ледниками. Термин «Курчавые скалы» предложил П. А. Кропоткин. Обычно они обладают асимметрией склонов — пологие склоны, обращённые в сторону ледника, более сглажены по сравнению с обращёнными в другую сторону. Курчавые скалы характерны для Карелии и Прибалтики (в частности, полузатопленные Рижским заливом).
Курчавые скалы представляют собой группы бараньих лбов.